# Kuckum (neu)
Kuckum (neu) ist ein seit 2016 entstandener Stadtteil von Erkelenz, Kreis Heinsberg, in Nordrhein-Westfalen. Der Ort wurde wegen der ehemals geplanten Abbaggerung des bisherigen Dorfes Kuckum aufgrund des Tagebaus Garzweiler gebaut, aufgrund des Kohleausstiegs 2030 bleibt der Altort aber erhalten.

## Lage

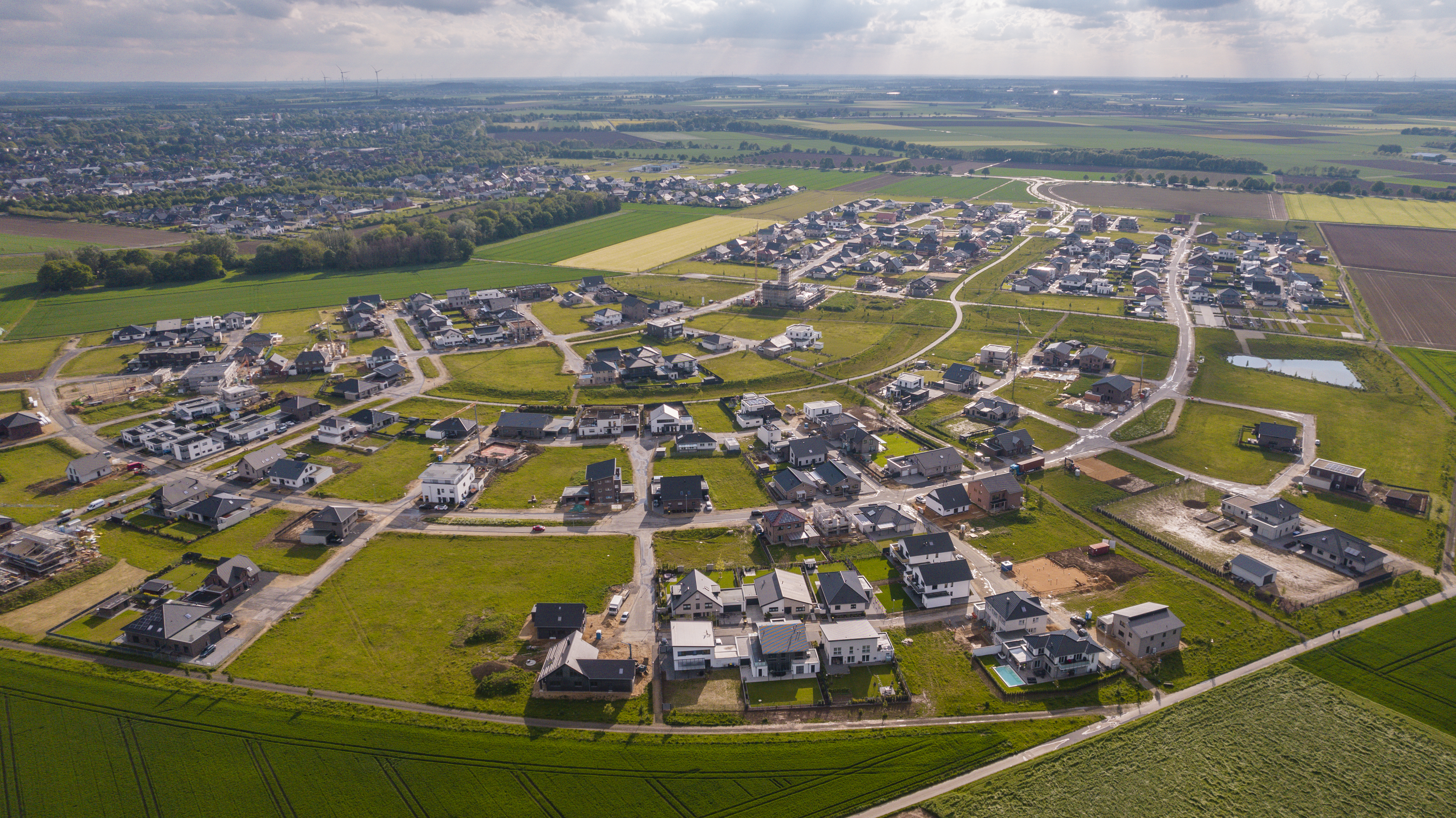
Im Vordergrund Kuckum (neu), im Hintergrund die Orte Keyenberg (neu), Westrich (neu) und Berverath (neu)

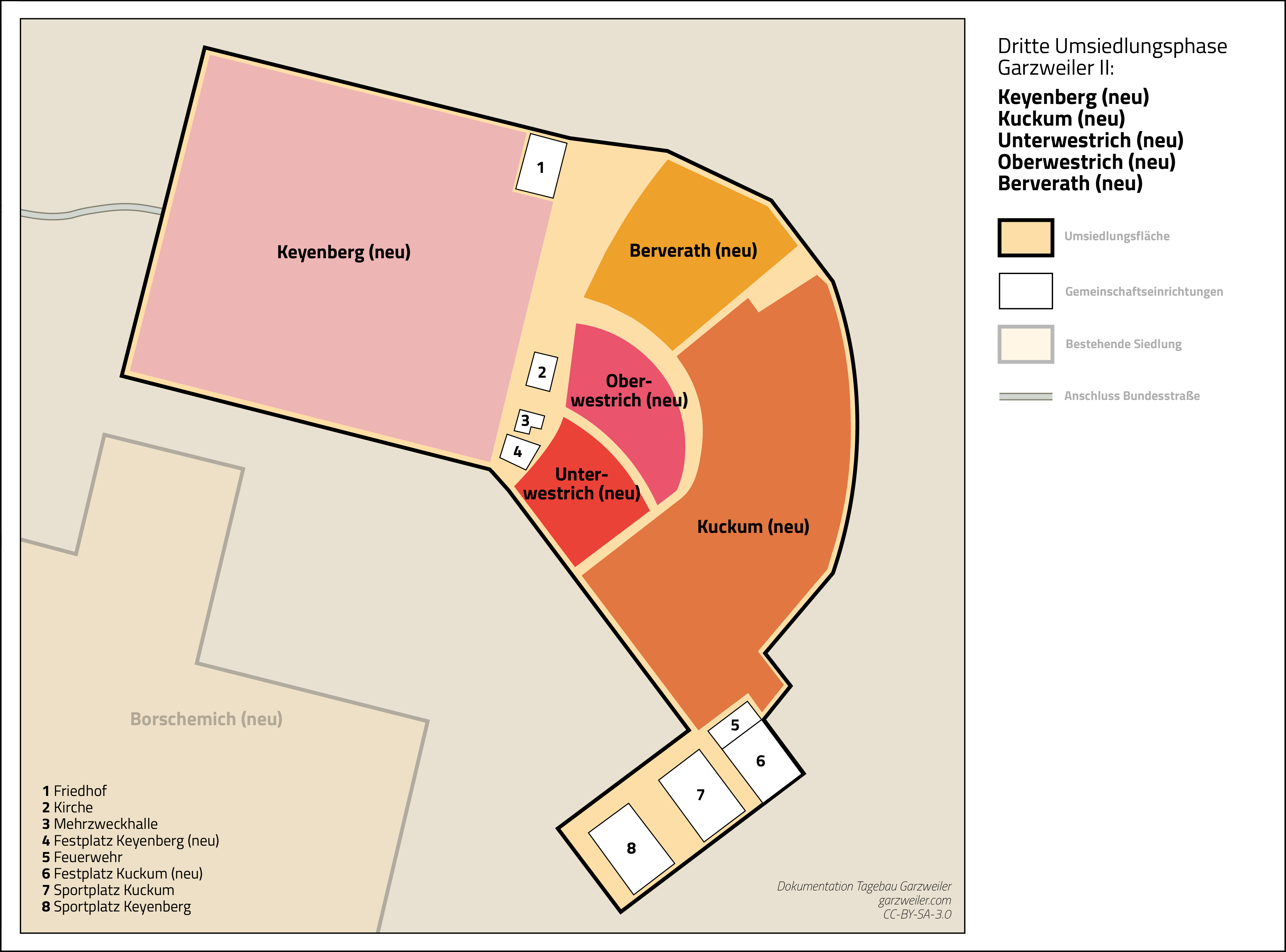
Kuckum (neu) mit den anderen vier umgesiedelten Orten nördlich von Erkelenz der dritten Umsiedlungsphase des Tagebaus Garzweiler II.

Im Norden grenzt Keyenberg (neu) an Berverath (neu), im Westen an Oberwestrich (neu) und Unterwestrich (neu) und im Süden an Mennekrath.

## Geschichte

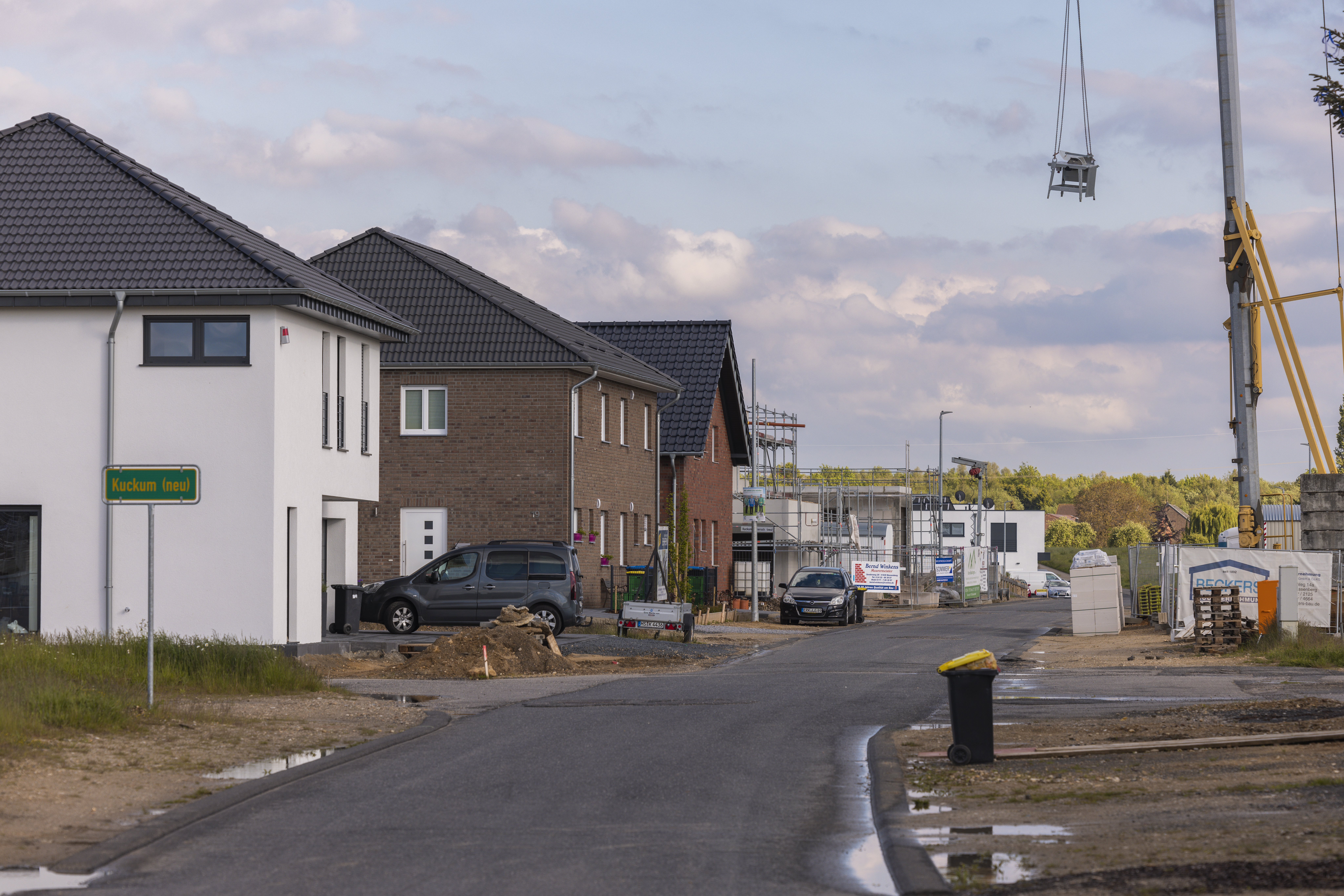
Kuckum (neu) aus Richtung Berverath (neu)

### Ortsgeschichte
Seit dem 1. Dezember 2016 wurde der alte etwa fünf Kilometer entfernte Ort Kuckum umgesiedelt. Der gemeinsame Bebauungsplan für die direkt benachbart liegenden Umsiedlungsorte Keyenberg (neu), Kuckum (neu), Westrich (neu) und Berverath (neu) erhielt am 22. Januar 2016 Rechtskraft. Der erste Spatenstich erfolgte am 9. April 2016, Ende des Jahres 2016 war ein Großteil der Erschließung bereits fertiggestellt. Aufgrund des Erhalts des alten Ortes wuchs dessen Einwohnerzahl 2022 gegenüber 2021 um 50 %, gleichzeitig wuchs aber auch der neue Ort.
Durch Beschluss des Rates der Stadt Erkelenz vom 14. Mai 2025 wird der Ort ab dem 1. Juli 2026 von Kuckum (neu) in Kuckum umbenannt werden.

### Bevölkerungsentwicklung
Einwohnerzahlen der Ortschaft Kuckum (neu) (Einwohnerzahlenentwicklung durch die Umsiedlung)
| Jahr | Ew. |
| ---- | --- |
| 2018 | 11  |
| 2019 | 88  |
| 2020 | 167 |
| 2021 | 208 |
| 2022 | 234 |

## Verkehr

### Bahn
Die nächsten Stationen befinden sich in Erkelenz und Herrath.

### Bus
Die AVV-Buslinie 412 der WestVerkehr verbindet Kuckum (neu) mit der Haltestelle Kuckum Markt wochentags mit Erkelenz und Wegberg. Seit 2022  befährt außerdem an Wochentagen ein Schulbus den Ort, der die Grundschulkinder zur Luise-Hensel-Schule bringt.
| Linie | Verlauf |
| ----- | --- |
| 412   | Erkelenz Bf – Erkelenz Gymnasium / Erkelenz Burg – Borschemich (neu) – Kuckum (neu) – Keyenberg (neu) – Rath-Anhoven – Mehlbusch – Kipshoven – Moorshoven – Beeck – Beeckerheide – Gerichhausen – Wegberg Bf – Wegberg Busbf |

### Auto
Westlich von Kuckum (neu) verläuft die Bundesstraße 57. Die nächstgelegene Autobahnanschlussstelle Erkelenz Ost an der A 46 befindet sich bei Mennekrath/Terheeg. Die Verkehrsanbindung des Ortes erfolgt über einen Kreisverkehr auf der B 57.